# Crossing-over
Als Crossing-over (englisch Crossing over) oder Crossover (englisch für ‚Kreuzung‘) wird in der Genetik der Vorgang bzw. das Ergebnis eines gegenseitigen Austausches von einander entsprechenden Abschnitten zweier homologer Chromosomen (und damit der Austausch von Genen) bei Eukaryoten während der Reifeteilung der Keimzellen bezeichnet.

Schematische Darstellung eines einfachen Crossovers und eines Double-Crossovers

Dieser findet zwischen väterlichen und mütterlichen Chromatiden bei einer Meiose (Reifeteilung) recht häufig statt und führt zu Neukombinationen der genetischen Information. Hierbei kommt es nach Strangbrüchen der DNA-Moleküle in sogenannten Rekombinationsknoten zu wechselseitigen Paarungen komplementärer Einzelstränge, wobei auch eine kreuzweise Überlagerung auftritt. Deren mikroskopisch sichtbare Folge stellt sich als Chiasma dar.
Ein Crossing-over findet bei Teilungen des Zellkerns während
der Prophase der Meiose I statt. Dabei handelt es sich nicht etwa um Fälle fehlerhafter DNA-Reparatur, sondern um einen Vorgang, dessen Ablauf im Zellkern durch hierfür gebildete Strukturen – den synaptonemalen Komplex – wohlorganisiert erleichtert wird. So kommt es während der 1. meiotischen Teilung im Zygotän der Prophase zur parallelen Aneinanderlagerung der Chromatiden eines homologen Chromosomenpaars, womit im anschließenden Stadium, dem Pachytän, ein Crossing-over zwischen einander nach Genloci entsprechenden Abschnitten von Nichtschwesterchromatiden möglich wird. Hierdurch können Anteile zwischen maternalen und paternalen Chromosomen getauscht werden, was neue Kombinationen entstehen lässt (intrachromosomale Rekombination). Im folgenden Stadium lösen sich die Chromosomen wieder voneinander, und zuvor ereignete Crossover werden nun im Diplotän auch lichtmikroskopisch als Chiasmata sichtbar.
Darüber hinaus entstehen in der folgenden 2. meiotischen Teilung (Meiose II) durch die neue Verteilung der elterlichen Chromatiden als Ganze im einfachen Chromosomensatz der Geschlechtszellen (Gameten) neue Kombinationen (interchromosomale Rekombination).
Der Begriff des Crossing-over ist nicht gleichbedeutend mit dem der Kreuzung, wie er bei der Zucht von Tieren und Pflanzen für das Verpaaren von Individuen mit unterschiedlichen Eigenschaften gebraucht wird.

## Ablauf

Schematische Darstellung der genetischen Rekombination durch Crossing-over bei der Meiose

Vor der Meiose kommt es zunächst zu einer normalen Verdopplung der DNA, so dass alle Chromosomen mit zwei Chromatiden vorliegen. Während der Meiose lagern sich in der Prophase I die zwei homologen Chromosomen, also die sich jeweils entsprechenden mütterlichen und väterlichen, aneinander an: Zwischen ihnen bildet sich der synaptonemale Komplex aus. Die Phase der Anlagerung wird als Zygotän, die sich daran anschließende Phase der Paarung als Pachytän bezeichnet. Die entstehende Struktur nennt man Bivalent (da zwei Chromosomen vorhanden sind) oder Tetrade (da vier Chromatiden vorhanden sind).
Bei manchen Eukaryoten ist die Ausbildung des synaptonemalen Komplexes nur möglich, wenn die Rekombination bereits begonnen hat, bei anderen kann er auch ohne begonnene Rekombination ausgebildet werden. Der Rekombinationsprozess wird jedoch immer innerhalb des Synaptonemalen Komplexes beendet.

Schematische Darstellung einer Holliday-Struktur

Die Bruchstellen in den Chromosomen werden dabei „über Kreuz“ (englisch crossing over ‚Überkreuzung‘) zusammengesetzt. Daher werden ganze Chromosomenbereiche zwischen zwei Chromosomen ausgetauscht. Die DNA-Einzelstränge werden aufgetrennt, und es bilden sich sogenannte Holliday-Strukturen.
Im weiteren Verlauf der Meiose verkürzen sich die neu kombinierten homologen Zwei-Chromatiden-Chromosomen und weichen in Richtung der Zellpole auseinander, weil sie entlang des Spindelapparats dorthin wandern. Hat ein Crossing-over stattgefunden, bleiben die Chromatiden an den Stellen des noch verschmolzenen Bereichs jedoch etwas länger aneinander hängen, was im Lichtmikroskop als Chiasma – eine Figur ähnlich dem griechischen Chi „χ“ – zu beobachten ist. Es entstehen Mosaikchromatiden, die sowohl väterliches als auch mütterliches Erbgut enthalten.
Das Crossing-over ist die Voraussetzung für die intrachromosomale Rekombination und sorgt mit dafür, dass neue Merkmalskombinationen bei den sich geschlechtlich fortpflanzenden Lebewesen entstehen.

## Inäquales Crossing-over

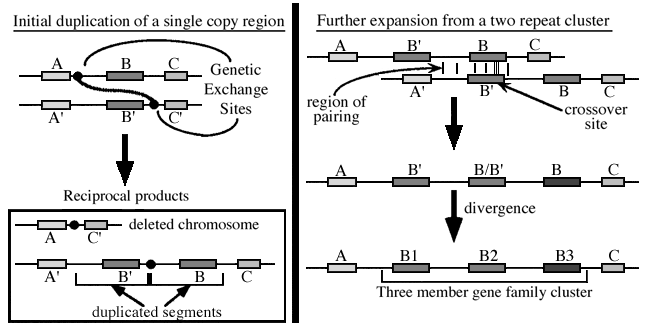
Inäquales Crossing-over führt zu ungleichem Austausch zwischen zwei Chromatiden: auf dem einen geht ein Anteil verloren (Deletion), der auf dem anderen hinzukommt (Insertion).

Wenn bei der Tetradenbildung zwei sehr ähnliche, jedoch nicht homologe Sequenzen nebeneinander liegen – etwa bei paralogen Genen oder Transposons oder Satelliten-DNA –, kann es zu einem Crossing-over kommen, in dessen Folge Abschnitte getauscht werden, die einander nicht entsprechen: nichthomologes oder inäquales Crossover. Nach solch einem ungleichen Austausch fehlen auf einem Strang entsprechende Anteile (Deletion), die auf dem anderen Strang doppelt vertreten sind (Insertion bzw. Duplikation).
Ein inäquales Crossing-over kann bei gepaarten Chromatiden während der Meiose vorkommen, gelegentlich auch bei asexueller Vermehrung mit mitotischen Kernteilungen. Inäquale Crossover-Ereignisse sind einerseits Unfälle; sowohl Deletionen als auch Insertionen können zu Krankheiten führen, wie zum Beispiel einer Chorea Huntington. Andererseits stellen Fälle von inäqualem Crossover mit Genduplikation eine bedeutende Quelle für die Evolution von Genfamilien dar.
Siehe auch XX-Mann und Hoden-determinierender Faktor: Crossover von X- und Y-Chromosom.